# New Age of Earth
New Age of Earth — первый студийный альбом группы Берлинской школы электронной музыки Ashra.
Фактически альбом является сольной работой Мануэля Геттшинга, который написал и исполнил весь музыкальный материал.

## Характеристика
В 1971 году немецкий гитарист Мануэль Геттшинг создал группу Ash Ra Tempel, которая выпустила пять космически-психоделических альбомов и наряду с Tangerine Dream и Клаусом Шульце стала одним из лидеров так называемой Берлинской школы электронной музыки. В 1976 году после 3-летнего перерыва Геттшинг возродил группу под усечённым названием Ashra.
По сравнению с альбомами Ash Ra Tempel стиль Геттшинга изменился — его ранние психоделические джемы с продолжительным галлюциногенным гитарным солированием уступили место многослойным синтезаторным пейзажам, напоминающим альбомы Tangerine Dream и Клауса Шульце середины 1970-х годов.
Однако от них New Age of Earth отличался большей теплотой и окутывающей слушателя расслабляющей, но при этом достаточно увлекательной атмосферой. Медитативное течение музыки, похожее на саундтрек к научно-популярному или видовому фильму, во второй части альбома изредка разбавлено электронным пульсированием, гитарными виньетками, электронными гулами и клавишными вкраплениями. Обволакивающие текстуры альбома во многом напоминают и по сути предвосхищают появление таких стилей, как нью-эйдж, эмбиент и транс.
Геттшинг в целом предпочитал сознательно игривый и просто красивый подход, пытаясь создавать приятную музыку просто для наслаждения и расслабления. Поэтому остаётся загадкой, почему его последующие альбомы в основном остались незамеченными.

## Список композиций
Все композиции написал Мануэль Геттшинг
1. Sunrain — 7:32
2. Ocean of Tenderness — 12:42
3. Deep Distance — 5:49
4. Nightdust — 21:50

## Музыканты
- Мануэль Геттшинг — клавишные, синтезатор, гитара